# Liste der anglikanisch-orthodoxen Dialogpapiere und Konvergenzerklärungen auf Weltebene
Die Liste der anglikanisch-orthodoxen Dialogpapiere und Konvergenzerklärungen auf Weltebene enthält die Dialog-, Konvergenz- und Konsenstexte, die von anglikanischen Theologen im Auftrag der Anglikanischen Gemeinschaft und des Erzbischofs von Canterbury und von orthodoxen Theologen im Auftrag der chalkedonensischen Orthodoxie und des Ökumenischen Patriarchats von Konstantinopel in gemeinsamer Ausschussarbeit erstellt wurden. Sie sind Dokumente eines bilateralen Teilaspekts der modernen ökumenischen Bewegung. Veröffentlicht sind sie in der ökumenischen Publikationsreihe Dokumente wachsender Übereinstimmung.
| Titel              | Textart und Urheber                                                                                               | Jahr | DwÜ            |
| ------------------ | --- | ---- | -------------- |
| Moskau-Erklärung   | Erklärung der gemeinsamen anglikanisch-orthodoxen theologischen Kommission                                        | 1976 | Band 1, S. 81  |
| Athen-Erklärung    | Erklärung der gemeinsamen anglikanisch-orthodoxen theologischen Kommission                                        | 1978 | Band 1, S. 90  |
| Llandaff-Erklärung | Erklärung der gemeinsamen anglikanisch-orthodoxen theologischen Kommission                                        | 1980 | Band 1, S. 97  |
| Dublin-Erklärung   | Erklärung der gemeinsamen anglikanisch-orthodoxen theologischen Kommission                                        | 1984 | Band 2, S. 101 |
|                    | Gemeinsames Kommuniqué des Ökumenischen Patriarchen Demetrius I. und des Erzbischofs von Canterbury Robert Runcie | 1987 | Band 2, S. 128 |
| Zypern-Erklärung   | Erklärung der internationalen Kommission für den anglikanisch-orthodoxen theologischen Dialog                     | 2006 | Band 4, S. 194 |